# 大理評事
評事，中國古代官職，大理寺屬官。

## 歷史沿革
漢朝設置廷尉平、廷尉正﹑廷尉监共同决断疑狱，魏晉時被稱為廷尉三官。漢景帝時，廷尉一度稱大理，漢建元四年（前137年），漢武帝改回廷尉。魏晋改称评。南朝梁一度改名「大理」，北魏仍稱廷尉。隋朝又改为「评事」，属大理寺，唐、宋二朝仍沿用之，通常是進士、及第的初授官職，品級各朝稍不同。在清朝，此官職品等為正七品。該官職配置於主管刑獄平反的大理寺，為校注審核各式相關章奏的低階官員，通常被稱為大理評事。1910年代，清朝滅亡後，該官職廢除。

### 引用
1. ↑  《資治通鑑·魏文帝黃初七年》引《三國志·魏志·鮑勛傳》文， 胡三省注云： “三官， 廷尉正、監、平也。”
2. ↑  《新唐书·百官志三》：“司直六人，从六品上；评事八人，从八品下。掌出使推按。凡承制推讯长史，当停务禁锢者，请鱼书以往。录事二人。”